# Íþrótta- og ungmennafélag Keflavíkur
Il Keflavík Íþrotta- og ungmennafélag, meglio noto come Keflavik ÍF, è una società calcistica islandese che ha oggi sede a Reykjanesbær, municipalità alla quale fu accorpata, nel 1995, la città di Keflavík. Milita in 1. deild karla, seconda divisione del campionato islandese di calcio.

## Storia
La società fu creata il 29 settembre 1929 con il nome di UMFK Keflavík; assunse il nome attuale dopo la fusione, avvenuta nel 1956, con il KFK Keflavík, la seconda squadra cittadina, che era nata il 12 luglio 1950. Vinse quattro campionati islandesi tra il 1964 e il 1973, oltre a quattro Coppe d'Islanda, delle quali due sono state conquistate in tempi più recenti. Dopo la vittoria dei titoli nazionali partecipò alla Coppa dei Campioni venendo sempre eliminata al primo turno contro squadre come Ferencváros ed Everton. Nel 2005 partecipò alla Coppa UEFA, venendo eliminata al secondo turno dal Magonza.
Nella stagione 2016 ha partecipa alla 1. deild karla, la seconda serie del campionato islandese di calcio.

## Palmarès

### Competizioni nazionali
- Campionato islandese: 4

1964, 1969, 1971, 1973
- Coppa d'Islanda: 4

1975, 1997, 2004, 2006
- Campionato islandese di seconda divisione: 5

1957, 1962, 1981, 2003, 2020

### Altri piazzamenti
- Campionato islandese:

Secondo posto: 1966, 1974, 2008
Terzo posto: 1965, 1970, 1972, 1978, 1984, 1993, 1994
- Coppa d'Islanda:

Finalista: 1973, 1982, 1985, 1988, 1993, 2014
Semifinalista: 1962, 1963, 1965, 1966, 1970, 1972, 1986, 1989, 1990, 2009, 2021
- Coppa di Lega islandese:

Finalista: 2003, 2006
Semifinalista: 2016, 2021
- Supercoppa d'Islanda:

Finalista: 1994, 2005, 2007
- 1. deild karla:

Secondo posto: 2024
Promozione: 2017

## Organico

### Rosa 2018
Aggiornata al 25 aprile 2018.
| N. |                    | Ruolo | Calciatore               |
| -- | ------------------ | ----- | ------------------------ |
| 1  | Islanda (bandiera) | P     | Sindri Kristinn Ólafsson |
| 2  | Islanda (bandiera) | D     | Anton Freyr Hauksson     |
| 3  | Islanda (bandiera) | C     | Aron Freyr Róbertsson    |
| 4  | Islanda (bandiera) | D     | Ísak Óli Ólafsson        |
| 5  | Croazia (bandiera) | C     | Juraj Grizelj            |
| 6  | Islanda (bandiera) | C     | Einar Orri Einarsson     |
| 7  | Islanda (bandiera) | A     | Davíð Snær Jóhannsson    |
| 8  | Islanda (bandiera) | C     | Hólmar Örn Rúnarsson     |
| 9  | Islanda (bandiera) | C     | Sigurbergur Elísson      |
| 10 | Islanda (bandiera) | A     | Hörður Sveinsson         |
| 11 | Islanda (bandiera) | A     | Bojan Stefán Ljubicic    |

| N. |                      | Ruolo | Calciatore               |
| -- | -------------------- | ----- | ------------------------ |
| 12 | Australia (bandiera) | P     | Jonathan Faerber         |
| 15 | Islanda (bandiera)   | C     | Atli Geir Gunnarsson     |
| 16 | Islanda (bandiera)   | D     | Sindri Þór Guðmundsson   |
| 18 | Serbia (bandiera)    | D     | Marko Nikolic            |
| 20 | Islanda (bandiera)   | C     | Adam Árni Róbertsson     |
| 22 | Islanda (bandiera)   | C     | Leonard Sigurðsson       |
| 23 | Islanda (bandiera)   | C     | Rúnar Þór Sigurgeirsson  |
| 25 | Islanda (bandiera)   | C     | Frans Elvarsson          |
| 28 | Islanda (bandiera)   | C     | Ingimundur Aron Guðnason |
| 45 | Islanda (bandiera)   | C     | Tómas Óskarsson          |
| 99 | Danimarca (bandiera) | A     | Lasse Rise               |

### Rose stagioni precedenti
- stagione 2007